# 1874 en arts plastiques
| Années des arts plastiques : 1871 - 1872 - 1873 - 1874 - 1875 - 1876 - 1877    |
| Décennies des arts plastiques : 1840 - 1850 - 1860 - 1870 - 1880 - 1890 - 1900 |

Cette page concerne l'année 1874 en arts plastiques.

## Événements
- 15 avril : Première exposition des peintres impressionnistes à Paris chez le photographe Nadar. Impression, soleil levant, un tableau de Monet y est exposé. Monet, Renoir, Pissarro, Degas, Cézanne et Sisley soulèvent un tollé de la critique.

## Œuvres

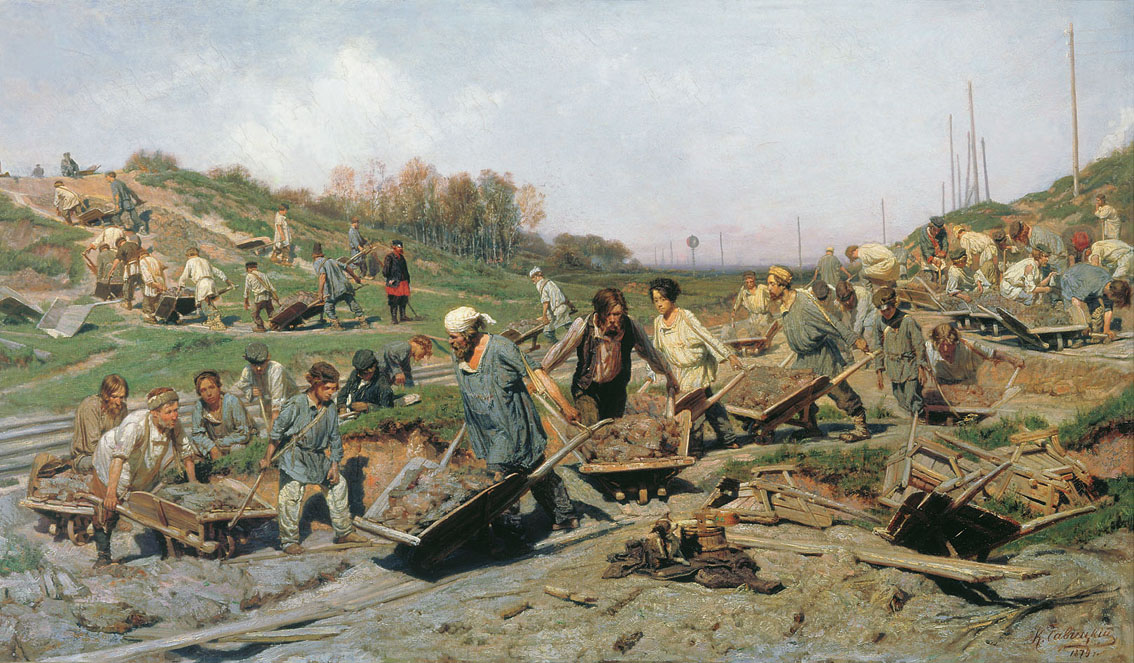
Travaux de réparation sur une ligne de chemin de fer, peinture de Konstantin Savitsky.

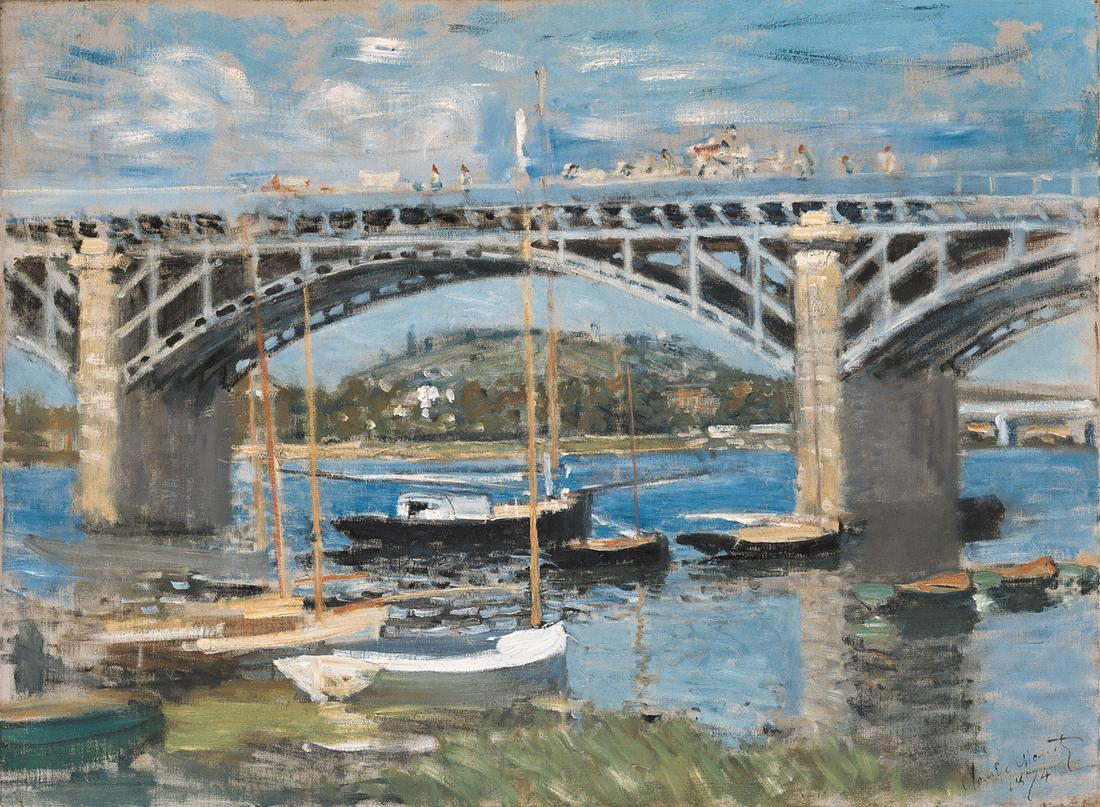
La Seine à Argenteuil, Claude Monet

- Argenteuil, peinture à l'huile d'Édouard Manet,
- Claude Monet peignant dans son atelier, peinture à l'huile d'Édouard Manet,
- Les Saltimbanques, peinture à l'huile de Gustave Doré,
- Illustration du Rime of the Ancient Mariner de Coleridge par Gustave Doré.
- Le Banquet de Platon (II), peinture monumentale d'Anselm Feuerbach (I : 1869).
- La Servante du harem peinture à l'huile de Paul-Désiré Trouillebert.
- Vers 1874 : 
  - Dans le parc, pastel sur papier de Berthe Morisot.

## Naissances
- 12 janvier : Léon Cauvy, peintre français († 3 janvier 1933),
- 21 janvier : Géo Dupuis, peintre, illustrateur et graveur français († 24 décembre 1932),
- 24 janvier :
  - Georges Bouche, peintre français († 12 mai 1941),
  - Olga Milles, peintre austro-hongroise puis suédoise († 3 janvier 1967),
- 28 janvier : Nicolas Millioti, peintre russe et français († 26 décembre 1962),
- 1er février : George Bottini, peintre, dessinateur et graveur français († 16 décembre 1907),
- 7 février : Adolfo de Carolis, peintre, xylographe, homme de lettres, illustrateur et photographe italien († 6 janvier 1928),
- 15 février : Génia Lioubow, peintre française († 19 août 1944),
- 17 février : Jules Récubert, peintre et sculpteur français († 23 novembre 1949),
- 24 février :
  - Gabriel-Antoine Barlangue, graveur, dessinateur, peintre et illustrateur français († 7 avril 1957),
  - Robert Delétang, peintre portraitiste et paysagiste français († 7 octobre 1951),
- 25 février :
  - Henry-Claudius Forestier, peintre, graveur, illustrateur et affichiste suisse († 21 mai 1922),
  - Martin Monnickendam, peintre et dessinateur néerlandais († 4 janvier 1943),
- 28 février : Louise Lavrut, peintre française († 7 mars 1956),
- ? février : Eugene Higgins, peintre et graveur américain († 20 février 1958),
- 2 mars : Giuseppe Bozzalla, peintre italien († 14 février 1958),
- 11 mars : Raoul de Mathan, peintre français († 30 octobre 1938),
- 15 mars : Joseph Vital Lacaze, peintre de paysages et de portraits français († 1946),
- 19 mars : Oscar Chauvaux, peintre français d'origine belge († 1965),
- 21 mars : Daniel Dourouze, peintre français († 4 décembre 1923),
- 23 mars :
  - Henri Manguin, peintre et graveur français († 25 septembre 1949),
  - Tigrane Polat, peintre et illustrateur franco-égyptien d'origine arménienne († 17 février 1950),
- 24 mars : Henri Brugnot, peintre français († 20 janvier 1940),
- 26 mars : Theodoor van Erp, militaire, graveur, peintre, dessinateur et archéologue néerlandais († 7 mai 1958),
- 28 mars : Joseph Notelet, peintre et dessinateur post-impressionniste français († 27 août 1956),
- 29 mars :
  - Tyra Kleen : peintre suédoise († 17 septembre 1951),
  - Rudolf Maister, militaire, poète et peintre austro-hongrois puis yougoslave († 26 juillet 1934),
- 2 avril : René Devillario, peintre, lithographe, graveur et aquarelliste français († 7 août 1942),
- 15 avril : Dominique Lang, peintre luxembourgeois († 22 juin 1919),
- 18 avril :
  - Paul Mascart, peintre français († 18 novembre 1958),
  - Eugene Spiro, peintre et graphiste allemand d'origine ashkénaze († 26 septembre 1972),
- 19 avril : Firmin Baes, peintre belge († 4 décembre 1943),
- 22 avril :
  - Louise Germain, peintre française († 13 octobre 1939),
  - Laurent Jacquot-Defrance, peintre français († 19 mai 1902),
- 23 avril : Arturo Noci, peintre italien († 23 août 1953),
- 30 avril : Martha Burkhardt, peintre et photographe suisse († 12 janvier 1956),
- 3 mai : Eugène Benjamin Selmy, peintre français († 13 octobre 1945),
- 4 mai : Bernhard Hoetger, sculpteur et peintre allemand († 18 juillet 1949),
- 12 mai : Noël Dorville, peintre, caricaturiste et affichiste français († 6 octobre 1938),
- 13 mai :
  - Alphonse Chanteau, peintre français († 9 février 1958),
  - Gabriel Chanteau, peintre français († 1955),
- 14 mai : Fernand Sabatté, peintre français († 22 octobre 1940),
- 17 mai : Henriette Crespel, peintre française († 9 février 1958),
- 21 mai : Albert Jarach, peintre, dessinateur, éditeur, imprimeur et illustrateur français († 10 février 1962),
- 23 mai : Ephraim Moses Lilien, photographe, illustrateur et graveur Art nouveau allemand († 18 juillet 1925),
- 25 mai : Francisque Pomat, peintre et dessinateur français († 29 mai 1944),
- 27 mai : Nelly Bodenheim, illustratrice néerlandaise († 7 janvier 1951),
- 28 mai : Marguerite-Valentine Burdy, peintre française († 19 novembre 1964),
- 1er juin : Albert Muret, peintre suisse († 23 septembre 1955),
- 3 juin :
  - Adolphe Grimault, peintre français († 20 octobre 1953),
  - Marthe Orant, peintre française († 27 août 1957),
- 4 juin : Louise Dupau, peintre française († 24 juin 1966),
- 16 juin : Georges Dilly, peintre français († 3 mai 1941),
- 20 juin : Adrien Bruneau, peintre français († 30 août 1965),
- 21 juin : Louis Malespina, peintre, illustrateur et sculpteur français († 16 août 1949),
- 26 juin : Adolphe Péterelle, peintre français d'origine suisse († 27 octobre 1947),
- 1er juillet : Anna Humblot, peintre et aquafortiste française († ?),
- 12 juillet : Paul Urtin, peintre français († 8 mai 1962),
- 14 juillet : Mérovak, peintre français († 1955),
- 26 juillet : Albert Sébille, peintre et affichiste français († 8 juin 1953),
- 28 juillet :
  - Robert Dupont, peintre français († 1er septembre 1949),
  - Joaquín Torres García, peintre muraliste, sculpteur, écrivain, enseignant et théoricien hispano-uruguayen († 8 août 1949),
- 29 juillet: Emmy Paungarten, peintre autrichienne († 20 décembre 1947),
- 30 juillet : Aristide Delannoy, peintre, dessinateur de presse et caricaturiste français († 5 mai 1911),
- ? juillet : Marguerite Crissay, peintre française († juillet 1945),
- 4 août : Pierre-Gaston Rigaud, peintre français († 27 juin 1939),
- 8 août : Tristan Klingsor, poète, musicien, peintre et critique d'art français († 2 août 1966 ou 3 août 1966),
- 11 août : Jean de la Hougue, peintre français (1er octobre 1959),
- 14 août :
  - Paolo Baratta, peintre italien († 9 janvier 1940),
  - Jean Berne-Bellecour, peintre français († 1939),
- 24 août : Ernest Rouart, peintre, aquarelliste, pastelliste, graveur et collectionneur français († 27 février 1942),
- 26 août :
  - Émile Boutin, architecte, peintre, graveur et sculpteur français († 1951),
  - Louis Roger, peintre français († 12 juin 1953),
- 29 août :
  - Karel Hlaváček, poète et peintre austro-hongrois († 15 juin 1898),
  - Henry Tattegrain, peintre, aquarelliste, graveur et illustrateur français († 13 mai 1949),
- 31 août : Meg Cléry, peintre française († 6 août 1960),
- ? août : Léonce Cuvelier, peintre et dessinateur français et canadien († 1959),
- 21 septembre : Hishida Shunsō, peintre japonais († 16 septembre 1911),
- 22 septembre : Paul Chmaroff, peintre russe († 2 juillet 1950),
- 27 septembre : René Vallette, peintre et illustrateur français († 23 février 1956),
- 30 septembre : Roberto Lewis, peintre, sculpteur, enseignant et diplomate panaméen († 22 septembre 1949),
- 1er octobre : Raphaël-Schwartz, peintre, graveur et sculpteur français d'origine ukrainienne († 3 août 1942),
- 9 octobre :
  - Charles L'Eplattenier, peintre, architecte, sculpteur et décorateur suisse († 7 juin 1946),
  - Nicolas Roerich, peintre russe († 13 décembre 1947),
- 11 octobre : Albert Dardy, écrivain, peintre paysagiste, architecte et soldat français († 5 septembre 1921),
- 13 octobre : Vincent Lorant-Heilbronn, peintre, illustrateur, affichiste, décorateur et réalisateur français († 21 mai 1912),
- 15 octobre : Louis-François Biloul, peintre français († 31 octobre 1947),
- 16 octobre :
  - André Louis Mestrallet, peintre et antiquaire français († 6 novembre 1968),
  - Otto Mueller, peintre et imprimeur allemand († 24 septembre 1930),
- 20 octobre : Lily Williams, peintre irlandaise († 16 janvier 1940),
- 21 octobre :
  - Ivan Choultsé, peintre réaliste russe naturalisé français († 1939),
  - Léonard Sarluis, peintre et illustrateur d'origine hollandaise naturalisé français († 20 avril 1949),
- 26 octobre : Hugues de Beaumont, peintre français († 6 juin 1947),
- 31 octobre : Edgar Chahine, peintre et graveur français d'origine arménienne († 18 mars 1947),
- 9 novembre : Takeshirō Kanokogi, peintre japonais († 3 avril 1941),
- 10 novembre : Kunishirō Mitsutani, peintre japonais de genre et aquarelliste († 12 juillet 1936),
- 11 novembre : Paul Sieffert, peintre et illustrateur français († 20 août 1957),
- 12 novembre : Médéric Bottin, peintre français († 20 février 1912),
- 15 novembre : Gustavs Šķilters, sculpteur letton († 24 septembre 1954),
- 25 novembre : Eugène Charasson, peintre français († 18 décembre 1939),
- 21 décembre : José Maria Sert, peintre et photographe espagnol († 27 novembre 1945),
- 25 décembre : Antonio Discovolo, peintre italien († 10 juillet 1956),
- 26 décembre : Célestine Aboulker, peintre et femme de lettres française († 1954),
- 28 décembre : Iefim Tcheptsov, peintre et enseignant russe puis soviétique († 8 janvier 1950),
- 29 décembre : Gaspar Camps i Junyent, peintre, dessinateur, illustrateur et affichiste espagnol († 11 avril 1942),
- 31 décembre : Émile Beaussier, peintre français († 18 octobre 1943),
- ? :
  - Albert Braut, peintre français († 6 février 1912),
  - Élisabeth Sonrel, peintre et illustratrice française († 1953),
  - Henry Tattegrain, peintre, aquarelliste, graveur et illustrateur français († 1947).

## Décès
- 1er avril : Wilhelm Brücke, peintre prussien (° 4 mars 1800),
- 7 avril :
  - Louis-Auguste Lapito, peintre français (° 18 août 1803),
  - Wilhelm von Kaulbach, peintre allemand (° 15 octobre 1805),
- 14 avril : Hortense Céline Rousselin-Corbeau de Saint-Albin, peintre française (° 21 janvier 1816).
- 24 avril : Octave Tassaert, peintre et illustrateur français (° 26 juillet 1800),
- 5 mai : Charles Gleyre, peintre suisse (° 2 mai 1806),
- 4 juin : Julien Léopold Boilly, peintre et lithographe français (° 30 août 1796),
- 9 juin : Giuseppe Macinata, peintre  néoclassique italien (° 26 janvier 1807),
- 26 juin : Alfred Jacob Miller, peintre américain (° 2 janvier 1810),
- 1er juillet : Adolphe d'Hastrel, capitaine d'artillerie de marine, peintre, aquarelliste et lithographe français (° 4 octobre 1805),
- 16 septembre : Heinrich Ludwig Philippi, peintre allemand (° 9 juin 1838),
- 6 octobre :  Alphonse Périn, peintre français (° 12 mai 1798),
- 9 octobre : Pierre-Joseph Dedreux-Dorcy, peintre français (° 28 avril 1789),
- 22 octobre : Auguste Jugelet, peintre français (° 25 août 1805),
- 21 novembre : Marià Fortuny, peintre catalan (° 5 juin 1838),
- 6 décembre : Gustave Wappers, peintre belge (° 23 août 1803),
- 15 décembre : Jean-Michel Mercier, peintre français (° 13 décembre 1786),
- 26 décembre : Michele Bisi, graveur et peintre italien (° 18 avril 1788),
- ? :
  - Samuel James Ainsley, peintre britannique (° 1820),
  - Alexis-Victor Joly, peintre et dessinateur français (° 30 avril 1798).